# ピョ・イェジン
ピョ・イェジン（朝: 표예진、1992年2月3日 - ）は、韓国の女優。白石芸術大学航空サービス学科卒業。本貫は新昌表氏。

## 略歴
2011年から2013年まで大韓航空の客室乗務員として働いていた経歴を持つ。女優を志し大韓航空を退職し、1年ほどJYPの練習生となる。
2015年に女優デビューしてから瞬く間に多くのドラマで活躍するようになり、2016年には第24回大韓民国文化演芸大賞でドラマ部門女性新人賞を受賞した。
2017年に『サム、マイウェイ〜恋の一発逆転!〜』でインターン生のチャン・イェジン役、2018年に『キム秘書はいったい、なぜ?』でもう一人のキム秘書、キム・ジア役を演じ注目を集める。
2019年、不倫を描いたオフィスラブロマンス『VIP』でオン・ユリ役を演じ、SBS演技大賞ベストキャラクター賞を受賞する
2020年から韓国パプリカのCMキャラクターに起用され、日本でも放映された。
2021年に出演した『模範タクシー』では、オリジナル・サウンドトラック（OST）にも初めて参加した。
ファンスターズカンパニーとの契約が終了し、2023年1月、SECRET ENTと専属契約を締結した。
2023年は、『青春越壁』、『模範タクシー2』に出演し、『昼に昇る月』では主演を務めるなど立て続けにドラマに出演。続編作品となった『模範タクシー2』では演技が評価され、SBS演技大賞で優秀演技賞を受賞した。

## 出演

### ドラマ
- ドリームナイト（2015年、NaverTV）
- 72秒ドラマ（2015年、NaverTV）
- 結婚契約（2016年、MBC）-  ヒョン・アラ 役
- ドクターズ〜恋する気持ち〜（2016年、SBS） -  ヒョン・スジン 役
- 月桂樹洋服店の紳士たち 〜恋はオーダーメイド!〜（2016年、KBS2） - キム・ダジョン 役
- サム、マイウェイ〜恋の一発逆転!〜（2017年、KBS2) - チャン・イェジン 役
- あなたが眠っている間に（2017年、SBS） - チャ・ヨジョン 役
- 憎くても愛してる（2017年、KBS） - キル・ウンジョ 役
- キム秘書はいったい、なぜ?（2018年、tvN） - キム・ジア 役
- ホテルデルーナ（2019年、tvN） - 王妃 役
- VIP（2019年、SBS） - オン・ユリ 役
- 都会の男女の恋愛法（2021年、Netflix・kakaoTV） - ユン・ソナ 役 ※特別出演
- 模範タクシー（2021年、SBS） - アン・ゴウン 役
- 模範タクシー2（2023年、SBS) - アン・ゴウン 役
- 青春越壁（2023年、tvN）- チャン・ガラム（カラム）役
- 悪鬼（2023年、SBS） - インフルエンサー 役 ※特別出演
- 昼に昇る月（2023年、ENA）- カン・ヨンファ / ハンリタ 役
- 私は堂々とシンデレラを夢見る（2024年、TVING） - シン・ジェリム 役

### 映画
- 怪しい彼女（2014年）
- UNFRAMED／アンフレームド（2021年） - 「ブルーハピネス」篇　カメラ購入者 役 ※特別出演

## 受賞
- 2016年
  - 大韓民国文化芸能大賞 ドラマ部門 最優秀新人女優賞（『月桂樹洋服店の紳士たち 〜恋はオーダーメイド!〜』）
- 2017年
  - アジアモデルアワード ニュースター賞
- 2018年
  - KOREA DRAMA AWARDS 人気キャラクター賞（『キム秘書はいったい、なぜ?』）
- 2019年
  - SBS演技大賞 最優秀キャラクター賞（『VIP』）
- 2023年
  - SBS演技大賞 優秀演技賞（『模範タクシー2』）